# 可爱菱蟹
可爱菱蟹（学名：Niobafia erosa）为菱蟹科的动物，舊屬菱蟹属，今歸Niobafia屬，是其下的唯一一個物種。分布從東非到中太平洋，包括科蒂维岛、印度洋以及中国大陆的南沙群岛等地，生活环境为海水，一般生活于珊瑚礁。该物种的模式产地在东部海域。